# 和潤
宗室和潤（1812年—1866年），又稱和潤，字月溪，愛新覺羅氏，清朝皇族、政治人物、進士出身。
道光二十年，登進士，改庶吉士。后升任大理寺少卿。咸豐五年，任大理寺卿。次年，署刑部右侍郎。任盛京刑部侍郎。咸豐九年，改盛京戶部侍郎。同治二年，改工部右侍郎。